# Алжиро-малийские отношения
Алжиро-малийские отношения — двусторонние дипломатические отношения между Алжиром и Мали. Протяжённость государственной границы между странами составляет 1359 км.

## История
В 1960-е годы Алжир и Мали разрешили пограничные споры и с тех пор между странами сложились хорошие отношения. В 1990-х годах экономической сотрудничество между странами практически не осуществлялось. В 2006 году Алжир выступил посредником между правительством Мали и повстанческими группами туарегов, а затем продолжил играть активную роль в разрешении этого конфликта. В августе 2009 года Алжир инициировал создание регионального антитеррористического сотрудничества с Мали, Нигером и Мавританией, стремясь активизировать сотрудничество в области безопасности и устранить нестабильность в регионе.
В 2012 году в Мали началось восстание туарегов, которые провозгласили создание на севере страны независимого государства Азавад. Правительство Алжира с тревогой восприняло происходящие процессы в соседнем государстве и предприняло меры по охране южной границы государства. Однако, правительство Алжира приняло решение воздержаться от прямого военного вторжения на территорию Азавада, ограничившись дипломатической поддержкой Бамако. В 2015 году президент Мали Ибрагим Бубакар Кейта совершил официальный визит в Алжир, где провел переговоры с президентом Абделем Азизом Бутефликой. Лидеры обеих стран договорились развивать дипломатическое сотрудничество. В декабре 2023 года Мали отозвала своего посла в Алжире после того, как обвинила его во вмешательстве во внутренние дела страны путем встреч с лидерами повстанцев, что усилило дипломатическую напряженность из-за усилий по прекращению сепаратистских и исламистских восстаний на севере Мали..